# Simon Bening
Simon Bening (ur. w 1483 w Gandawie, zm. w 1561 roku w Brugii) – niderlandzki malarz, tworzący przenośne poliptyki, przedstawiciel malarskiej rodziny miniaturzystów.
Simon pochodził z rodziny holenderskich miniaturzystów. Jego ojciec Aleksander Bening (zm. w 1519 w Gandawie) znany bardziej jako Mistrz Marii Burgundzkiej, był malarzem szkoły gandawskiej (tytuł mistrzowski otrzymał w 1469) oraz szkoły z Brugii (1489). Znany był z wprowadzanych na bordiury ornamentyki iluzjonistycznej z motywami kwiatów, owadów lub klejnotów. Jego styl bliski dziełom van der Goesa, przez wiele lat był naśladowany we flamandzkim malarstwie książkowym.
Simon swój tytuł mistrzowski otrzymał w 1508 roku w Brugii. Na jego styl mieli wpływ popularni ówcześnie malarze: Gossart, Orley, Pateniera i Coeck. Malował głównie małe poliptyki przenośne (Życie Marii) oraz miniatury w Statutach Złotego Ruba (Wiedeń), w Brewiarzu Grimani (Wenecja), w Godzinkach Hennesy (Bruksela), w 'Godzinkach (Rouen). Tworzył też małe scenki rodzajowe w cyklach ilustracji do kalendarza. Do jego prac i stylu nawiązywał później Brugel w cyklu Pory roku.
Jest twórcą ilustracji do książek dla europejskich władców m.in. kardynała Alberta of Mainza czy Karola V Habsburga. W jego ślady poszła jego najstarsza córka Levina Teerlinc, która malowała miniatury dla angielskich władców.